# Tata Hexa
La Tata Hexa è un'autovettura di tipo Crossover SUV prodotto dalla casa automobilistica indiana Tata Motors dal 2017 al 2020.

## Descrizione
La vettura, che è stata originariamente presentata al Salone di Ginevra 2016, è stata lanciata sul mercato indiano nel gennaio 2017. Basata sulla piattaforma X2 caratterizzata dalla costruzione con telaio a longheroni e carrozzeria separata, monta un motore turbodiesel quattro cilindri da 2,2 litri abbinato alla trazione posteriore o in opzione integrale.
La Hexa utilizza un linguaggio stilistico chiamato dal costruttore indiano Impact, utilizzato anche dalle coeve Tata Tiago, Tata Tigor, Tata Nexon e Tata Harrier.